# Le Miracle de l'hostie profanée
Le Miracle de l'hostie profanée est le titre donné à une prédelle en six panneaux peints par Paolo Uccello entre 1467 et 1469, évoquant le miracle des Billettes.
Les panneaux sont exposés à la Galerie nationale des Marches d'Urbino, dans la Sale di rappresentanza (salles 21 - 23).

## Histoire

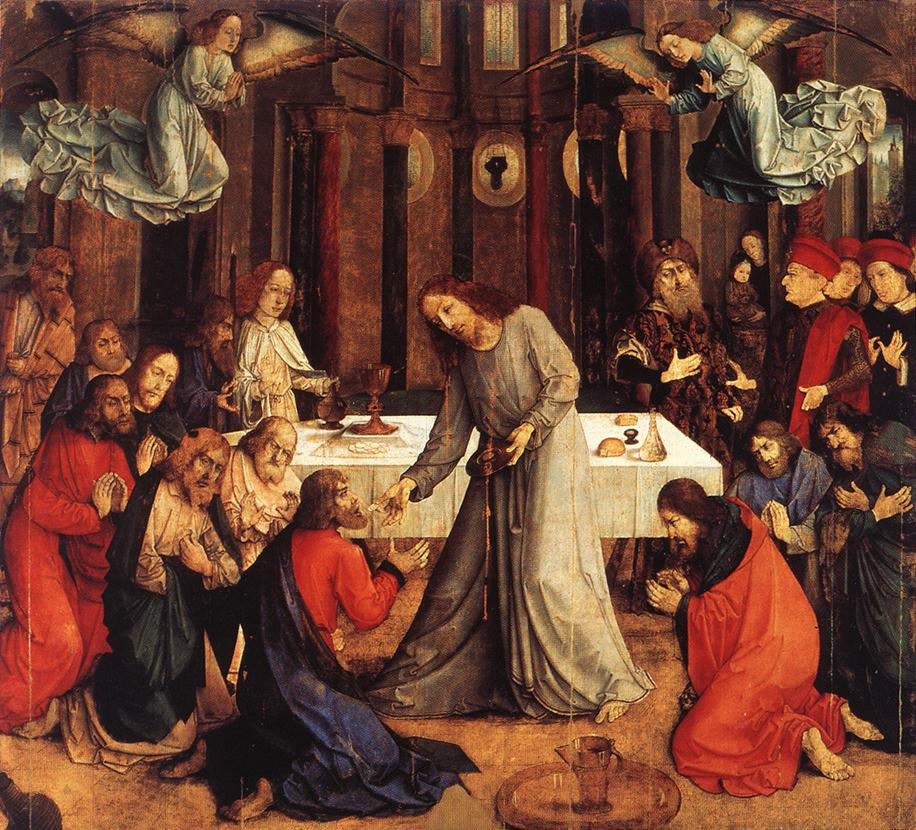
L'Institution de l'Eucharistie de Juste de Gand.

Le Miracle de l'hostie profanée est une peinture sur bois, à la détrempe, de Paolo Uccello, divisée en six panneaux, d’une longueur totale de 42 cm sur 361 (cadre compris). L’œuvre peut être datée entre 1467 et 1469, en se basant sur des documents conservés dans les archives du commanditaire, la Confraternita del Corpus Domini d’Urbino : le dernier paiement à Uccello est noté du 17 octobre 1469 (feuille 37v) et les règlements faits depuis 1467 par la feuille 38r (pour un total de 18 ﬂorins et 16 bolognini).
Cette prédelle était destinée au bas d'un retable de Juste de Gand (La Communion des apôtres ou L'Institution de l'Eucharistie), réalisé pour sa part entre 1473 et 1474, pour l'oratoire de l'église du Corpus Domini d'Urbino. La prédelle ayant été exécutée avant le retable, Piero della Francesca, requis, en refusa la commande.
Transférée à l'église Sainte-Agathe puis au collège des Scolopi, la prédelle ne fut retrouvée qu'en 1858 ou 1859 dans un grenier, endommagée, car ayant probablement servi de planche pour des maçons (en raison de ses dimensions), les couleurs étaient altérées par des traces de chaux. Elle a alors été transférée au palais ducal.
Une restauration postérieure, en 1954, a mis au jour des repentirs et permis d'éliminer des repeints du XVIe siècle. L’œuvre est aujourd’hui ravivée dans ses couleurs et en partie repeinte.
Elle est exposée à la Galleria Nazionale delle Marche d'Urbino.

## Description
L'ensemble de ces six panneaux, peints en tempera sur bois, a une taille, encadrement compris, de 42 × 361 cm. L'histoire (une légende eucharistique probablement inspirée par les sermons de saint Bernardin de Sienne), évoque l'évènement du miracle des Billettes qui eut lieu à la fin du XIIIe siècle. Cette histoire est racontée de gauche à droite, en six scènes comportant, en marges gauche et droite, des demi-balustres peintes séparant chronologiquement les événements :
1. Une femme échange une hostie à un marchand juif contre un manteau (ou à un usurier juif contre de l'argent).
2. Quand le marchand essaie de la brûler, l'hostie commence à saigner et cela alerte les gardes.
3. Une procession est organisée pour reconsacrer l'hostie.
4. La femme repentante est condamnée à mort par pendaison et un ange descend du ciel pour sauver son âme.
5. Le marchand juif et sa famille sont brûlés sur le bûcher.
6. Deux anges et deux diables se disputent le corps de la femme.

Les 6 scènes de la prédelle.
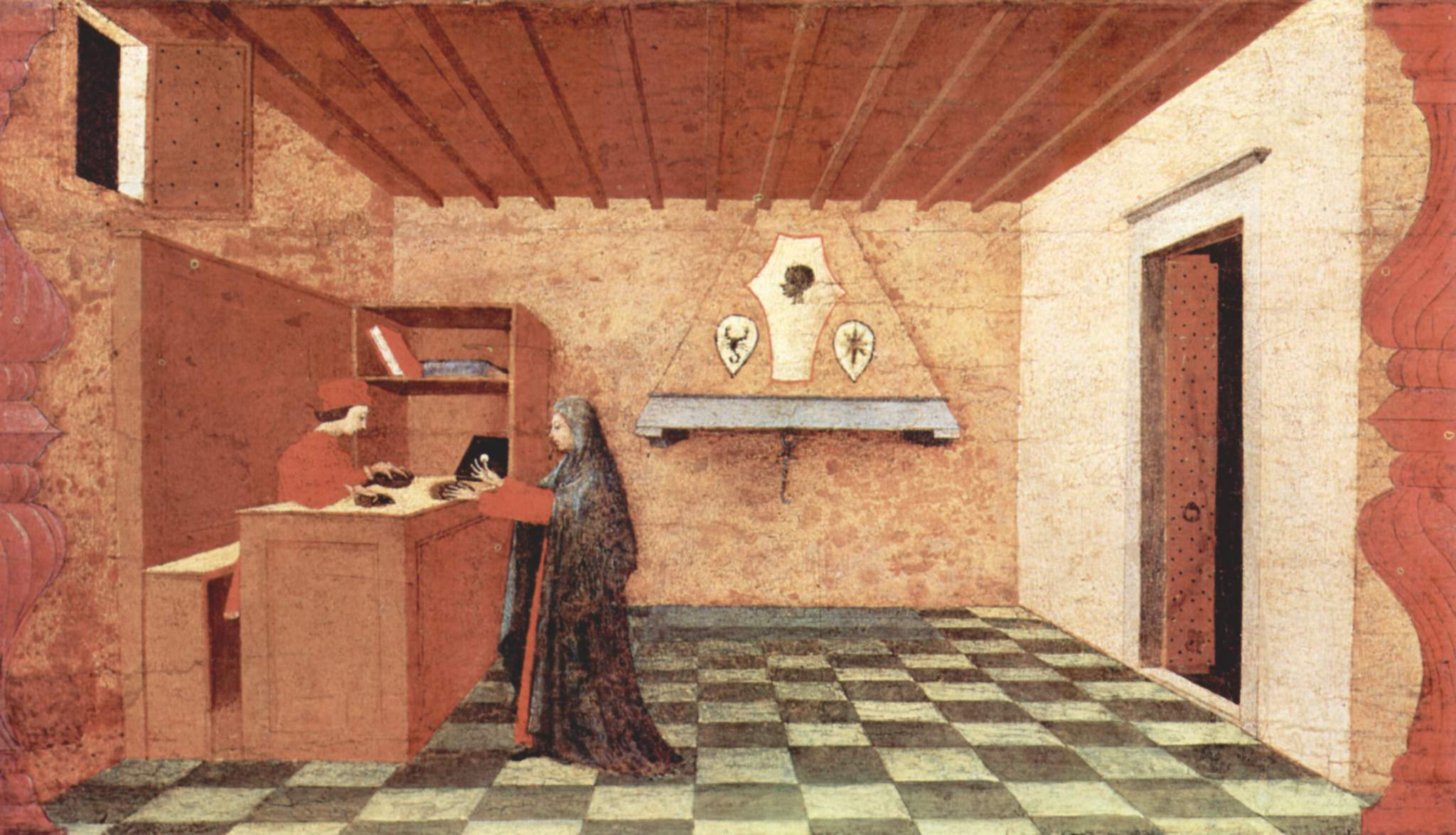
scène 1
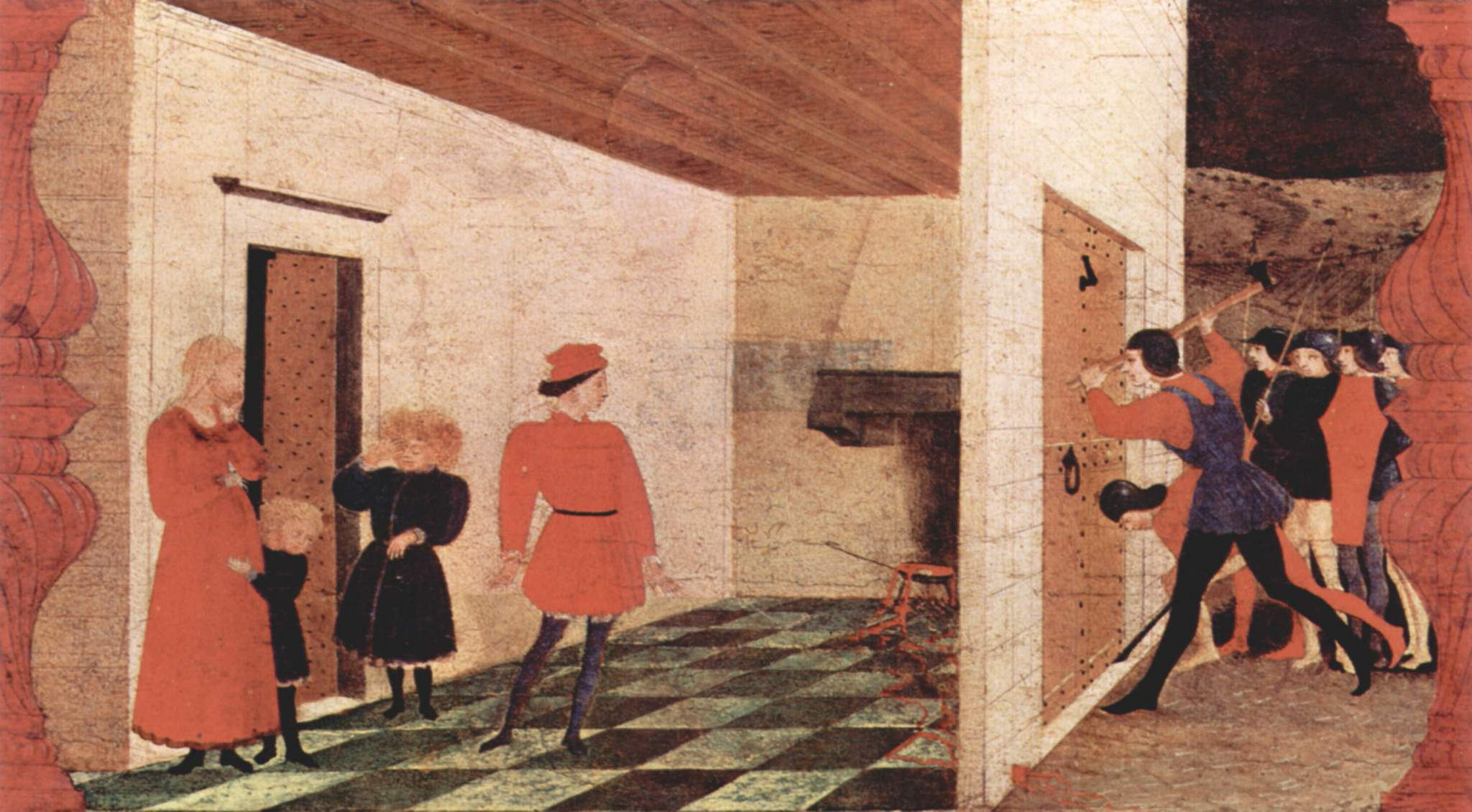
scène 2
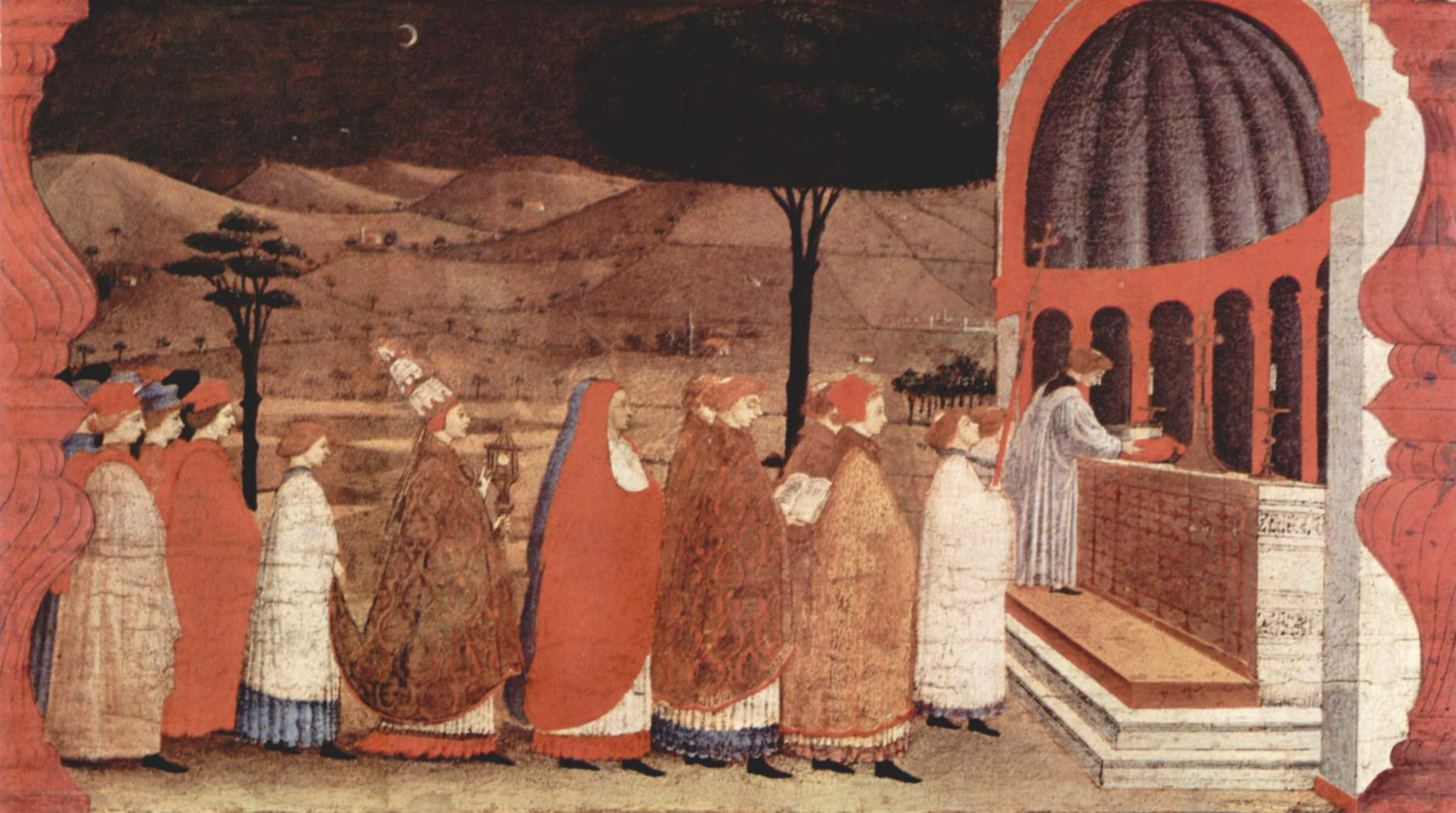
scène 3

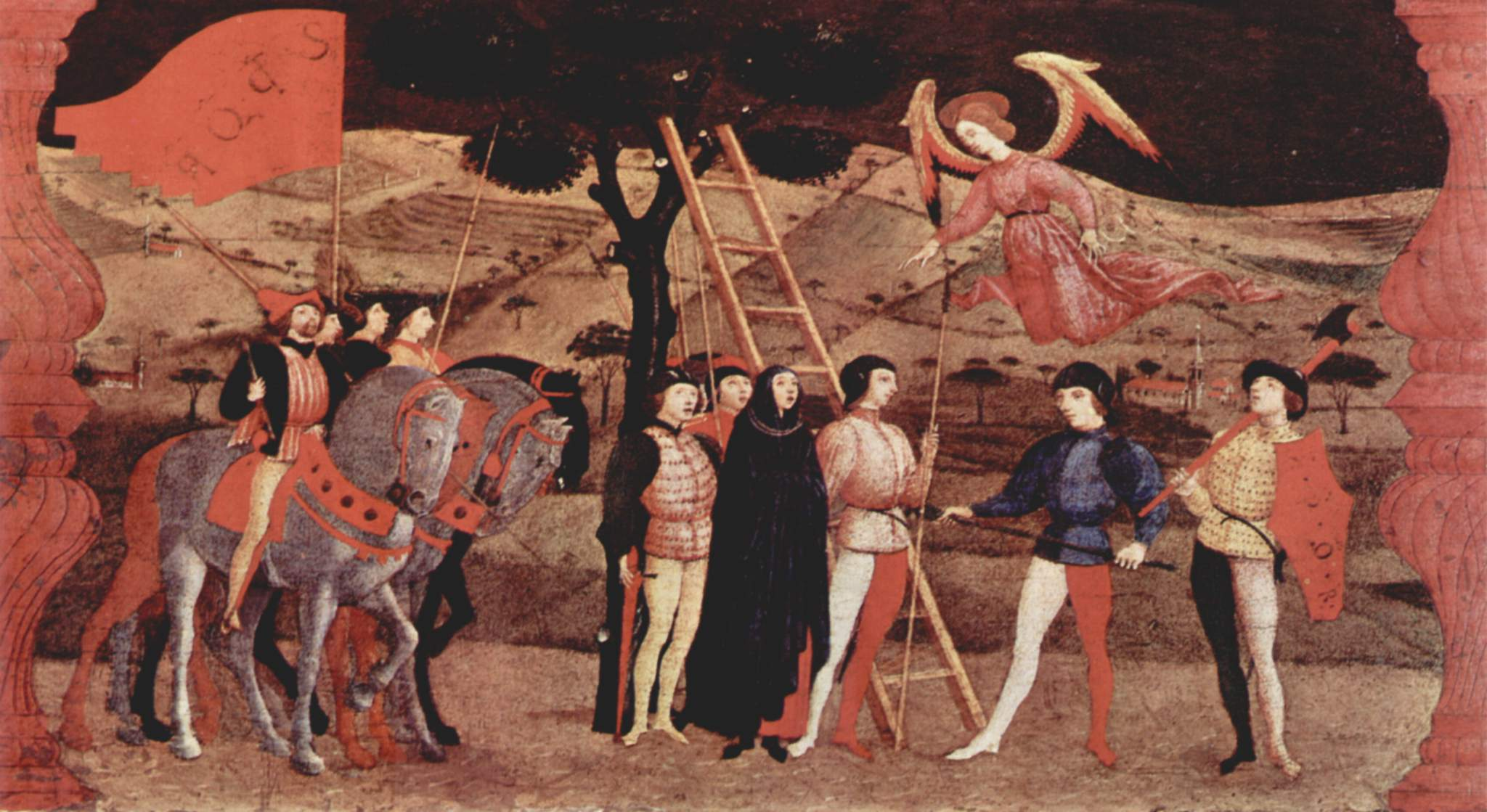
scène 4
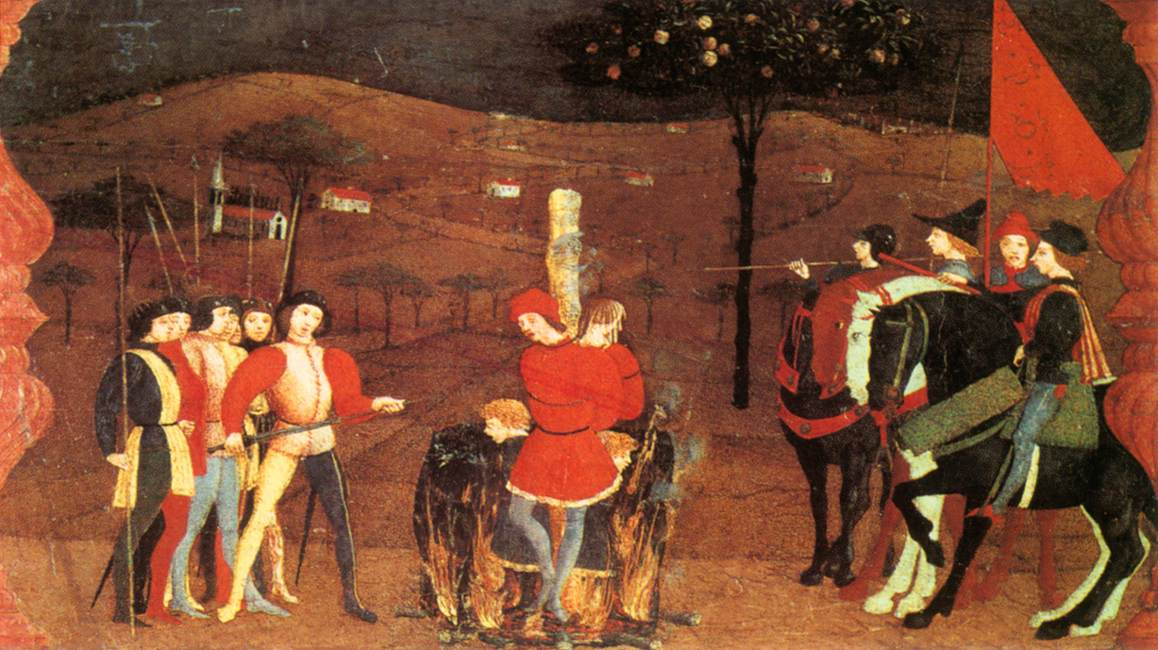
scène 5
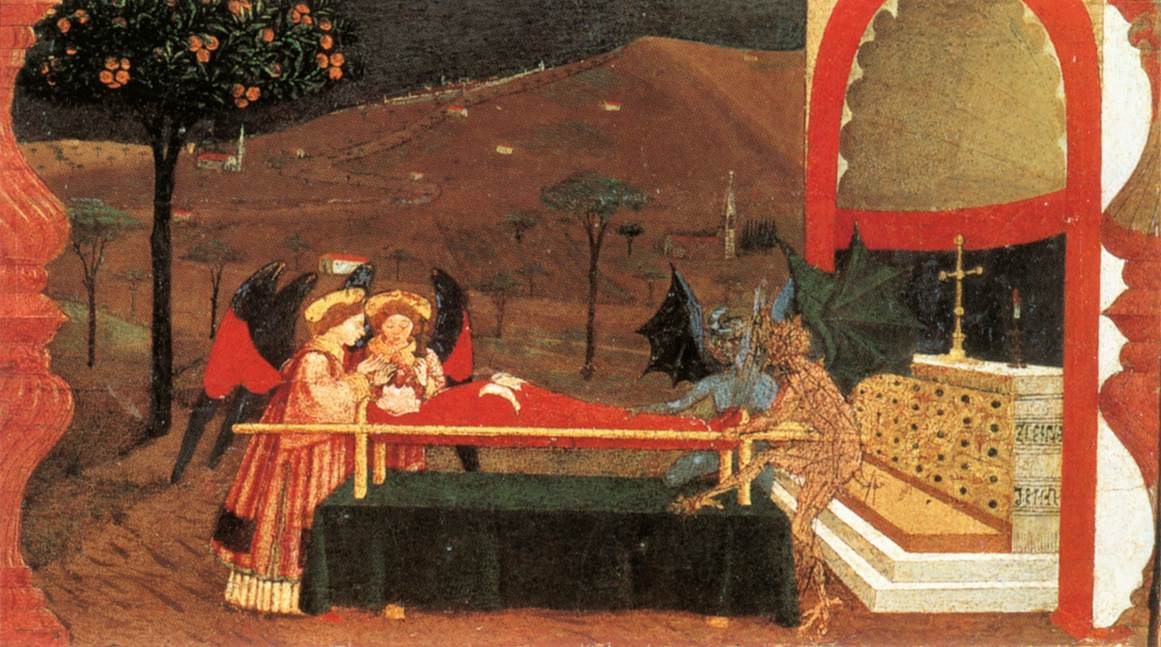
scène 6

## Analyse

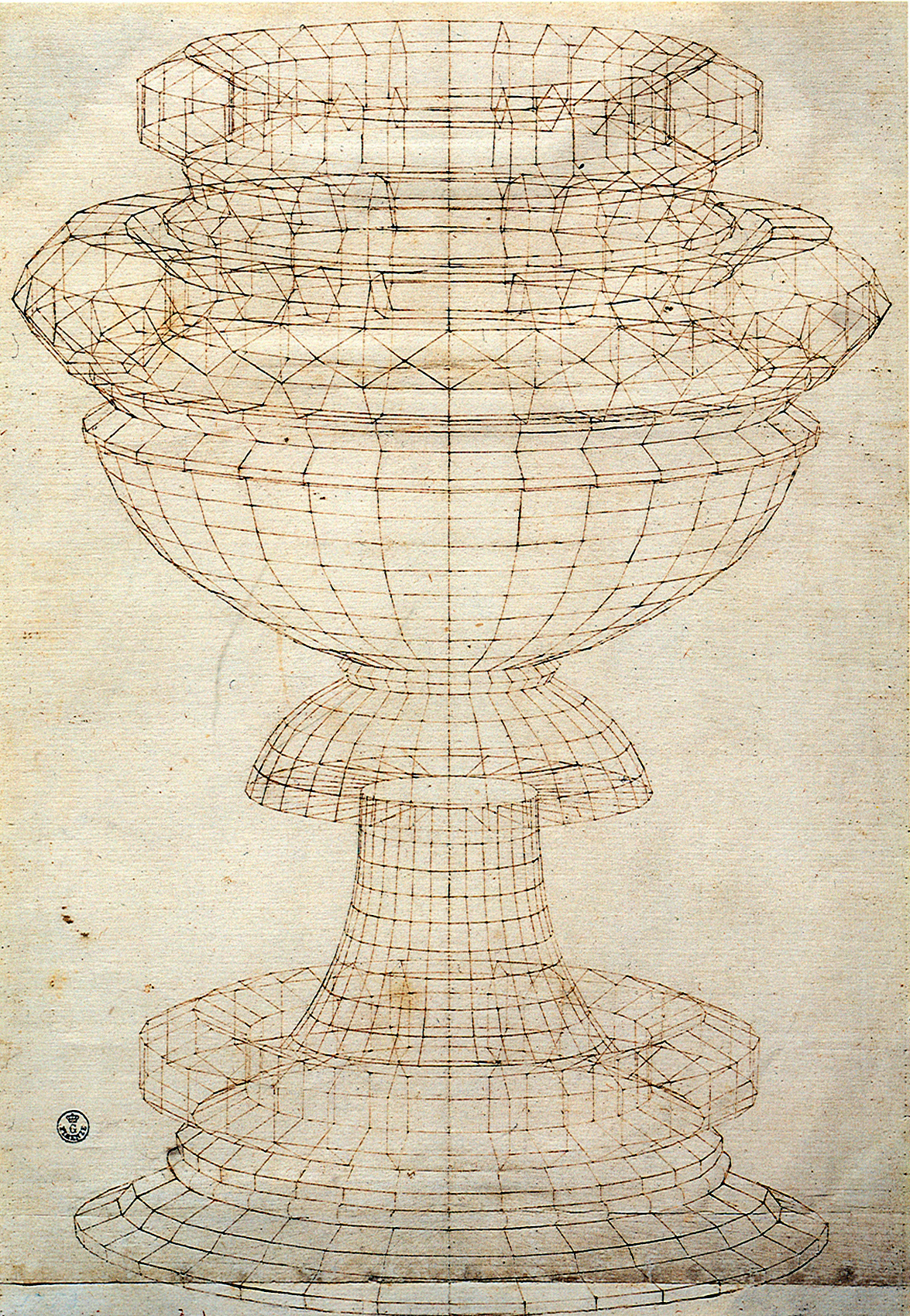
Travail perspectif de Paolo Uccello sur une poterie.

Le travail essentiellement remarquable de Paolo Uccello est sa capacité à maîtriser la perspective :
- par des points de fuite central ou latéral pour les intérieurs (scènes 1 et 2) accentués par le carrelage[4].
- en mêlant des vues d'intérieur et d'extérieur dans la même scène (scènes 2, 3 et 6).
- même si les scènes 4 et 5 sont traitées dans un mode plus conventionnel, au relief écrasé (premier plan des personnages +  décor paysager du fond - rappelant probablement les décors des mystères).
- La temporalité se manifeste par des demi-balustres architecturées, perspectives, aux génératrices dessinées aux bords droit et gauche, séparant chaque scène et par le mouvement donné à certains objets d'un tableau l'autre (hostie, arbre...) rappelant ses travaux graphiques sur les poteries.